# HD 211211
HD 211211 è una stella della costellazione della Lucertola, situata nella parte centrale della costellazione a circa 14 primi in ascensione retta dalla stella 6 Lacertae.

## Fonti
- (EN) Cataloghi stellari, su alcyone.de. URL consultato il 19 gennaio 2008 (archiviato dall'url originale il 4 marzo 2016).
- Software astronomico Megastar 5.0